# کالیازین
شهر کالیازین (به روسی: Калязин) در کشور روسیه و در اوبلاست ور واقع شده‌است.